# Atrichopogon epicautae
Atrichopogon epicautae är en tvåvingeart som beskrevs av Wirth 1956. Atrichopogon epicautae ingår i släktet Atrichopogon och familjen svidknott. Inga underarter finns listade i Catalogue of Life.